# Marian Pisarek
 (novembre 2013).
Si vous disposez d'ouvrages ou d'articles de référence ou si vous connaissez des sites web de qualité traitant du thème abordé ici, merci de compléter l'article en donnant les références utiles à sa vérifiabilité et en les liant à la section « Notes et références ».
Marian Pisarek (né le 3 janvier 1912 à Łosie en Pologne - mort le 29 avril 1942 au-dessus de la France) est un pilote de chasse polonais, as des forces armées polonaises de la Seconde Guerre mondiale, titulaire de 12 victoires homologuées.

## Biographie
Marian Pisarek est reçu bachelier en 1931 à Chełmno. Le 13 juillet 1932 il entre à l'école des cadets officiers de l'Armée de Terre à Komorowo près d'Ostrów Mazowiecka. En 1934 il est affecté au 4e régiment d'infanterie de montagne. En 1935 il suit une formation de pilote à l'école des cadets officiers de la force aérienne à Dęblin puis il est envoyé au 6e régiment aérien à Lwów. En 1936 il termine l'école de tir et de bombardement aérien à Grudziądz et intègre la 141e escadrille de chasse. 
Il remporte sa première victoire le 1er septembre 1939 sur un Hs 126. Deux jours plus tard, après la mort du capitaine Florian Laskowski, Pisarek devient le commandant de son escadrille.
Après la campagne de Pologne il est évacué en Roumanie ensuite il arrive en France et finalement il gagne l'Angleterre. Le 2 août 1940 il incorpore la 303e escadrille de chasse polonaise. Le 7 septembre, après avoir descendu un Bf 109, il est abattu lui-même et doit sauter en parachute. Il atterrit sain et sauf mais n'a qu'une chaussure et un trou dans une chaussette. Le 30 mars 1941 il devient le commandant de la 308e escadrille de chasse polonaise, et le 19 avril 1942 il prend le commandement du 1st Polish Fighter Wing (pl).
 Marian Pisarek périt le 29 avril 1942 au-dessus de la France lors de l'opération Circus 145.

## Postérité
Une école à Radzymin porte le nom de Marian Pisarek.

## Décorations
- Ordre militaire de Virtuti Militari[3].
- La croix de la Valeur Krzyż Walecznych - 4 fois
- Médaille de l'air "Medal Lotniczy"
- Distinguished Flying Cross - britannique